# Добротворский, Леонид Фёдорович
Леонид Фёдорович (Теодорович) Добротворский (13 апреля 1856 — 21 октября 1915, Петроград) — русский контр-адмирал, участник Цусимского похода и сражения.

## Биография
Сын надворного советника.
- 12 сентября 1873 — Поступил в Морское училище.
- 1 мая 1874 — Поступил на действительную службу.
- 30 апреля 1877 — Гардемарин.
- 20 мая 1877 — Приписан к 6-му флотскому экипажу.
- 27 марта 1878 — Назначен в команду капитан-лейтенанта Грипенберга, отправляющуюся на пароходе «Цимбрия» в Северную Америку для комплектования закупленных в США крейсеров.
- 15 января 1879 — Мичман (старшинство 30.08.1878).
- 25 февраля 1879 — Вернулся в Россию.
- 8 марта 1879 — Флаг-офицер 1-го отряда миноносок с переводом в 1-й флотский экипаж.
- 13 сентября 1879 — 28 февраля 1880 — Обязательный слушатель Минного офицерского класса.
- Март 1880 — Ревизор клипера «Изумруд» с переводом в 6-й флотский экипаж.
- 31 октября 1881 — И. д. командира 3-й роты клипера «Изумруд».
- 10 мая 1882 — Переведен в 7-й флотский экипаж с оставлением в должности.
- 24 сентября 1882 — На два года прикомандирован к Главной физической обсерватории с причислением для довольствия к 8-му флотскому экипажу.
- 1 января 1883 — Лейтенант.
- Январь 1883 — Откомандирован от главной физической обсерватории к Гидрографическому департаменту.
- 12 апреля 1883 — Командир миноноски «Касатка» с оставлением в составе Практической эскадры.
- 14 мая 1883 — Откомандирован из состава Гидрографического департамента в состав 7-го флотского экипажа.
- 27 октября 1883 — Прикомандирован к учебному отделу Морского Технического Комитета, с довольствием по 8-му флотскому экипажу.
- 26 марта 1884 — Уволен со службы приказом № 165 по Морскому Ведомству.
- 27 декабря 1884 — Вновь принят на службу.
- 30 декабря 1884 — Причислен к 8-му флотскому экипажу.
- 23 апреля 1885 — Заведующий миноноской в распоряжении контр-адмирала Новикова.
- 12 декабря 1885 — Командир 3-й роты крейсера «Адмирал Нахимов».
- 1 октября 1891 — Командир 1-й роты 6-го флотского экипажа по переформированию экипажей.
- 28 мая 1892 — Врид командира канонерской лодки «Бурун».
- 28 июля 1892 — Командир миноносца «Моонзунд» с переводом в состав 13-го флотского экипажа.
- Май 1893 — Командирован в Англию с целью наблюдения за изготовлением судов экспедиции в устье реки Енисей.
- 5 июля 1893 — Начальник экспедиции и командир парохода «Лейтенант Овцын».
- 18 октября 1893 — Капитан 2-го ранга «за отличие».
- 26 марта 1894 — Старший офицер эскадренного броненосца «Сисой Великий».
- Март 1895 — Старший офицер эскадренного броненосца «Наварин».
- 11 сентября 1895 — Старший офицер крейсера «Владимир Мономах».
- 5 февраля 1896 — Старший офицер крейсера «Адмирал Нахимов».
- 22 июня 1896 — Командир минного транспорта «Амур».
- 20 сентября 1900 — Командир канонерской лодки «Гиляк».
- 1 января 1901 — Переведен вместе с канонерской лодкой в Сибирский флотский экипаж.
- Стационерная служба в Таку.
- 28 мая 1901 — Комендант Таку.
- 1901 — Капитан 1-го ранга.
- 17 декабря 1901 — Переведен на Балтийский флот, причислен к 14-му флотскому экипажу.
- Октябрь 1902 — Командир крейсера «Дмитрий Донской».
- 1903 — Окончил Военно-морскую академию.
- 20 мая 1903 — 5 сентября 1903 — Временно заведующий 9-м флотским экипажем.
- 1903 — В ходе военно-штабной игры «Война с Японией» играл за командующего 1-й Тихоокеанской эскадрой.
- В конце 1903 г., командуя крейсером «Дмитрий Донской», назначен в отряд судов контр-адмирала А. А. Вирениуса, направляющийся на Дальний Восток на пополнение 1-й Тихоокеанской эскадры. Узнав о начале войны с японцами у берегов Джибути, без санкции командования приступил к перехвату торговых судов в Красном море, шедших в Японию с военными грузами, но получил из Главного морского штаба категорическое предписание освободить задержанные суда.
- Апрель 1904 — Командир крейсера «Олег».
- Участвовал в Цусимском сражении. Вместе с крейсером интернирован в Маниле (Филиппины).
- 5 декабря 1905 — Причислен к 17-му флотскому экипажу.
- 4 ноября 1906 — Причислен ко 2-му флотскому экипажу.
- 24 сентября 1907 — Член аттестационной комиссии.
- 25 сентября 1907 — Член комиссии по пересмотру существующих положений по снабжению команд ручным огнестрельным оружием.
- 17 декабря 1907 — Отчислен от командования крейсером «Олег».
- 14 июля 1907 — Произведен в контр-адмиралы, с увольнением со службы с мундиром и пенсией.
- С 1909 года по 1912 год — начальник Срочного казённого пароходства на реке Енисей.
- 21 апреля 1914 — Высочайшим приказом лишен права на ношение мундира «за подвержение в публичных собраниях и в отдельных брошюрах в высшей степени неприличной критике флота и Морского ведомства».

С 1899 г. являлся фанатичным сторонником развития подводных лодок, выступал со статьями о подводном плавании в газете «Новое время» (под псевдонимом Nauta). Считал, что у России есть уникальный шанс воссоздать мощь императорского российского флота на альтернативной технической основе — подводном флоте.

## Участие в кружке кронштадтских офицеров
В 1880 г. «Народной волей» было решено налаживать связи с военнослужащими с целью разложения и деморализации войск как наиболее крупной силы правительства. Для этой цели был образован центральный военный кружок (А. И. Желябов, Колодкевич, Суханов, Штромберг). Для выявления и фильтрации сторонников среди военных ими были организованы частные офицерские кружки, тесно связанные с центральным кружком. Их руководством занимались Желябов, Н.Кибальчич, Завалишин, технической организационной деятельностью заведывали лейтенант Суханов, Штромберг и поручик Рогачев.
В конце 1880 г. Суханов образовал кружок из 10 офицеров в Кронштадте (т. н. «кружок кронштадтских офицеров»), в котором шёл обмен нелегальной литературой и деньгами на внутренние нужды. На заседаниях кружка морских офицеров зимы 1880—81 гг. выступали известные революционеры А. И. Желябов и В.Фигнер, произносили речи о необходимости убийства Александра II. В этот кружок и вошёл молодой лейтенант Л. Ф. Добротворский. В членах «кружка кронштадтских офицеров» также побывали будущие командиры броненосцев 2-й Тихоокеанской эскадры «Бородино» и Орел" П. И. Серебренников и Н. В. Юнг.
Однако, к лету 1882 г., в виду возможного разоблачения и из-за разгрома исполнительного комитета партии «Народная Воля», деятельность кружка была приостановлена, вместе с чем прекратилась политическая активность Л. Ф. Добротворского.
После громкого цареубийства 1 марта 1881 г. Департамент полиции вел разработку народовольцев и около народовольческих сообществ по всей России. В начале 1883 г. был накрыт кружок военных в г. Одессе, во время следствия всплыла информация и о петербургских военных кружках. Дополнительным материалом служила также информация по делу В.Фигнер В 1883 г. по Высочайшему повелению для этой цели был образовано дознание при Санкт-петербургском жандармском управлении, возглавляемое генерал-майором Середой.
В числе других членов бывшего кружка, Добротворский был арестован 21 марта и доставлен в Трубецкой бастион Петропавловской крепости, где просидел 2,5 месяца с 21 марта по 5 июня 1884 г., затем (в связи с отсутствием явных улик при обыске), переведен в предварительное заключение.
По показаниям самого Л. Ф. Добротворского, а также других привлеченных к делу свидетелей, его деятельность в кружке заключалась лишь в уплате членских взносов, переписки для гектографа листовки «К военным Кронштадта», а также привозом из Москвы 100 экземпляров газеты «Народная Воля» весной 1882 г. В поездку, по словам Добротворского, он: «взял с собой револьвер, чтобы совершить самоубийство при попытке ареста».
В заключении Л. Ф. Добротворский пошёл на сотрудничество со следствием, в связи с чем 17 декабря 1884 г. Всемилостивейше прощен и восстановлен на морской службе Высочайшим приказом по флоту 27 декабря 1884.

## Отличия
- Орден Святого Станислава III степени (1.1.1890).
- Золотой жетон в память о плаванье в эскадре под флагом Его Императорского Высочества Великого Князя наследника цесаревича Николая Александровича в 1890—1891 годах (28.2.1893).
- Серебряная медаль «В память царствования императора Александра III» на ленте ордена Святого Александра Невского (26.2.1896).
- Орден Святой Анны III степени (6.12.1896).
- Благодарность «за энергичные меры при съёмке с рифа» миноносца № 211 (17.4.1901).
- Благодарность за энергичные действия по снятию с мели эсминца «Блестящий» (13.2.1904).
- Тунисский орден Ништан-Ифтикар большого офицерского креста (8.4.1904).
- Орден Святого Владимира IV степени с бантом (22.9.1904) «за 20 успешно проведенных шестимесячных компаний».
- Орден Святой Анны II степени с мечами (18.6.1907) «за отличие, оказанное в боях против неприятеля в минувшую войну».
- Светло-бронзовая медаль «В память русско-японской войны» на соединённой Александровской и Георгиевской лентах (25.9.1907).

В честь Л. Ф. Добротворского был назван мыс (Карское море, берег Харитона Лаптева).

## Семейное положение
- Супруга: германская подданная Цванцигер.
- Дети:
  - Евгения (21.7.1884)
  - Ксения (26.7.1895)
  - Татьяна (21.8.1899).

## Сочинения
1. Добротворский Л. Ф. Какой флот необходим России. СПб., Изд. А.Суворина, 1904.
2. Добротворский Л. Ф. Морские разговоры. СПб., Изд. А.Суворина, 1905.
3. Добротворский Л. Ф. Уроки морской войны. Кронштадт, Тип. Газ. «Котлин», 1907.
4. Добротворский Л. Ф. Минный и «слепой» линейный флот. СПб., Тип. А.Суворина, 1908.
5. Добротворский Л. Ф. Явные противоречия в судостроительной программе. СПб. Б.г. [1912].
6. Добротворский Л. Ф. Морские ошибки загубят нас. СПб., 1912.